# Fryderyk Czekaj
Fryderyk Józef Czekaj (ur. 8 czerwca 1949 w Wojcieszowie) – generał dywizji w stanie spoczynku.

## Życiorys
W latach 1968–1972 był podchorążym Wyższej Szkoły Oficerskiej Wojsk Zmechanizowanych im. Tadeusza Kościuszki we Wrocławiu.
Po ukończeniu szkoły oficerskiej i promocji na stopień podporucznika pełnił służbę w 30 pułku zmechanizowanym w Rzeszowie na stanowisku dowódcy plutonu, a następnie dowódcy kompanii i batalionu zmotoryzowanego. W latach 1977–1980 był słuchaczem Akademii Sztabu Generalnego im. gen. broni Karola Świerczewskiego w Rembertowie. Po ukończeniu studiów i uzyskaniu tytułu oficera dyplomowanego powrócił do macierzystej jednostki w Rzeszowie na stanowisko szefa sztabu – zastępcy dowódcy pułku. W 1983 został wyznaczony na stanowisko dowódcy 14 pułku zmechanizowanego w Tarnowie. Był ostatnim dowódcą tego pułku, a po jego rozformowaniu w 1988 – pierwszym komendantem 14 Ośrodka Materiałowo-Technicznego w Tarnowie. W latach 1988–1989 był szefem sztabu – zastępcą dowódcy, a następnie dowódcą Polskiego Kontyngentu Wojskowego w Syrii (XXX i XXXI zmiana). Jako dowódca kontyngentu uzyskał najwyższą ocenę w historii tej jednostki. Po powrocie do kraju został organizatorem i pierwszym komendantem Wojskowego Centrum Szkolenia dla Potrzeb Sił Pokojowych ONZ w Kielcach. Na tym stanowisku opracował koncepcję szkolenia wojsk dla potrzeb sił pokojowych ONZ, na podstawie której w 1994 zostały przeszkolone między innymi pododdziały brytyjskie i holenderskie. Od czerwca 1994 do grudnia 1998 dowodził 21 Brygadą Strzelców Podhalańskich w Rzeszowie. Na przełomie 1995 i 1996 ukończył Podyplomowe Studia Operacyjno-Strategiczne w Akademii Obrony Narodowej w Warszawie, a 15 sierpnia 1998 odebrał z rąk Prezydenta RP Aleksandra Kwaśniewskiego akt nominacji na stopień generała brygady. W grudniu 1998 został mianowany szefem szkolenia Korpusu Powietrzno-Zmechanizowanego w Krakowie i jednym z najbliższych współpracowników dowódcy tego związku operacyjno-taktycznego gen. bryg. Zygmunta Sadowskiego. 8 maja 2001 został wyznaczony na stanowisko szefa logistyki Śląskiego Okręgu Wojskowego we Wrocławiu, a 14 maja 2002 – na stanowisko szefa Wojewódzkiego Sztabu Wojskowego w Rzeszowie. W styczniu 2004 został organizatorem i pierwszym dowódcą 1 Brygady Logistycznej w Bydgoszczy. W następnym roku został wyznaczony na stanowisko szefa logistyki Wojsk Lądowych w Warszawie. W dniu 15 sierpnia 2005 odebrał z rąk Zwierzchnika Sił Zbrojnych RP Aleksandra Kwaśniewskiego nominację na stopień generała dywizji. Od 2 kwietnia 2006 do 30 sierpnia 2007 dowodził Śląskim Okręgiem Wojskowym we Wrocławiu. Po odwołaniu go z tego stanowiska przez ówczesnego ministra obrony narodowej Aleksandra Szczygłę, złożył wypowiedzenie stosunku służbowego i został przeniesiony do rezerwy.
W 2000 odznaczony Krzyżem Kawalerskim Orderu Odrodzenia Polski. Otrzymał także Srebrny Krzyż Zasługi, Srebrny i Złoty Medal „Siły Zbrojne w Służbie Ojczyzny”, Złoty Medal „Za zasługi dla obronności kraju” Złotą Honorową Odznakę Przyjaciół Harcerstwa. W 2002 w Sanoku został odznaczony medalem za zasługi dla kombatantów oraz wyróżniony tytułem członka honorowego związku kombatantów. W 2010 otrzymał honorowe obywatelstwo gminy Jasło.

## Awanse
- podporucznik – 1972
- porucznik
- kapitan
- major
- podpułkownik
- pułkownik
- generał brygady – 15 sierpnia 1998
- generał dywizji – 15 sierpnia 2005[6]